# Мепівакаїн
Мепівакаїн — місцевий анестетик
 групи аміду. Мепівакаїн має досить швидкий початок дії (швидший, ніж у прокаїну) та середню тривалість дії (коротший, ніж у прокаїну), і продається під різними торговельними назвами, наприклад карбокаїн та полокаїн.
Мепівакаїн став доступним у США в 1960-х.
Мепівакаїн застосовується при будь-якій інфільтраційній та регіональній анестезії.
Він постачається у вигляді гідрохлоридної солі рацемату, яка складається з R(-)-мепівакаїну та S(+)-мепівакаїну в рівних пропорціях. Ці два енантіомери мають помітно різні фармакокінетичні властивості.

## Показання
- інфільтраційна та провідникова анестезія у стоматології
- нескладне видалення зубів,
- препарування порожнин та обробка культі зубів під реставрації та ортопедичні конструкції рекомендований пацієнтам, яким протипоказані судинозвужувальні лікувальні засоби.[1]

## Протипоказання
- діти віком до 4 років
- підвищена чутливість до дієвої речовини та будь-якого компонента
- алергія на амідні анестетики
- злоякісна гіпертермія
- порушення провідникової системи серця (AV-блокада II- III ст., задокументована брадикардія), порушення AV-провідності, які не підтримуються кардіостимулятором
- гостра серцева недостатність
- артеріальна гіпотензія
- медикаментозно неконтрольована епілепсія
- порфірія[1]

## Синоніми

### Торговельні назви
Polocaine Dental, Carbocaine, Isocaine (HCl), Mepivicaine Hydrochloride, Scandonest

### Дженерики
Carbocaine, IQ Dental Mepivacaine, Isocaine, Mepivacaine, Mepivacaine Hydrochloride, Pearson Mepivacaine, Polocaine, Scandonest